# Jean René Constant Quoy
Jean René Constant Quoy  (Maillé, perto de  Maillezais, 10 de novembro de 1790 - Rochefort, 4 de julho de 1869) foi um zoólogo francês.